# Immanuel Nobel den äldre
Immanuel Nobel d.ä., född 22 november 1757 i Uppsala, död 29 januari 1839 i Gävle Heliga Trefaldighets församling, Gävle stad, Gävleborgs län, var en svensk kirurg och fältskär. Han var far till Immanuel Nobel d.y. och farfar till Alfred Nobel.
Immanuel Nobel hette ursprungligen Nobelius (latinisering av släktens ursprungsort Nöbbelöv i Skåne). Han förkortade först namnet till Nobell och 1785 till det slutliga Nobel. Under sina studier till kirurg tjänstgjorde han i den svenska krigsmakten under striderna i Finland mot Ryssland. Efter studierna tillträdde han år 1807 tjänsten som vice provinsialläkare i Gävle, där han bl.a. introducerade vaccinet mot smittkoppor.